# Tomasz Borkowy
Tomasz Karol Borkowy (sinh ngày 17 tháng 9 năm 1952, Warsaw, Ba Lan) là diễn viên người Ba Lan nhưng xuất hiện nhiều lần xuất hiện trên phim và truyền hình Anh quốc dưới cái tên Tomek Bork.
Tomasz Borkowy tốt nghiệp trường Cao đẳng Sân khấu ở Kraków năm 1977 và có ghé qua Vương quốc Anh vào năm 1978.  Năm 1980, ông chính thức định cư tại Vương quốc Anh để theo đuổi sự nghiệp điện ảnh của mình. Ông xuất hiện trong các bộ phim như The Unbearable Lightness of Being, Murder on the Moon và Tailspin: Behind the Korean Airliner Tragedy. Ông xuất hiện trong nhiều bộ phim truyền hình như Doctor Who (Lời nguyền của Fenric), The Bill, Love Hurts, Sleepers, Lovejoy và gần đây nhất là Doctors.  Borkowy cũng đóng nhân vật chính và đạo diễn một số vở kịch tại lễ hội Edinburgh Festival Fringe trong 18 năm.
Tomasz Borkowy hiện sống ở thủ đô Edinburgh, Scotland và miền nam Tây Ban Nha. Ông vừa điều hành công ty Universal Arts, vừa làm diễn viên. Công ty Universal Arts chuyên về sản xuất các chương trình nghệ thuật điện ảnh.

## Phim đã đóng vai
| Năm  | Tiêu đề                           | Vai trò        | Ghi chú |
| ---- | --------------------------------- | -------------- | ------- |
| 1978 | Nie zaznasz spokoju               | Long           |         |
| 1978 | Làm krwi ostatniej                | Stefan Kozicki |         |
| 1980 | Wysokie loty                      | Janusz         |         |
| 1988 | The Unbearable Lightness of Being | Jiri           |         |